# 閃亜鉛鉱
閃亜鉛鉱（せんあえんこう、sphalerite、スファレライトまたはzincblende）は亜鉛の硫化鉱物である。

## 産出
熱水鉱床、スカルン鉱床、黒鉱鉱床などに産する。晶洞には結晶の形が明らかなものも少なくないが、塊状で産することが多い。方鉛鉱、黄鉄鉱、黄銅鉱を伴う場合が多く、特に方鉛鉱とは密接に伴って産出する。そのため鉛鉱床、亜鉛鉱床はこれらを一括して鉛・亜鉛鉱床と呼ばれることも多い。
学名及び英語名は、上記のように鉛鉱石と紛らわしいために付いたとされている。

## 性質
成分は硫化亜鉛であり、純粋なものは白 - 黄色透明であるが、天然に産する閃亜鉛鉱は濃赤 - 黒色不透明が多く、透明なものは非常に希である。これは不純物として含まれる鉄のためであり、色が白→黄色→橙→赤→濃赤→黒と右に行くほど鉄の含有率が高くなる。鉄は最高26%まで含まれ、鉄含有率の高いものは鉄閃亜鉛鉱とも呼ばれる。また少量のカドミウムを含み、カドミウム含有率が高くなるに従い赤みが強くなる（カドミウム含有率は最大5%）。鉄に乏しい褐色のものはべっ甲のような見た目になるため「べっ甲亜鉛」と呼ばれることもある。
強い樹脂光沢またはダイヤモンド光沢を持ち、屈折率2.37。完全な劈開を持つ。新鮮な結晶面や、割ったときの壁開面に光が当たると非常に良く反射して見える。しかし長期間野外などに晒され続けると光輝はなくなってしまう。紫外線を当てると蛍光を示すが、不純物などにより蛍光の色合いは変化する。
結晶構造は閃亜鉛鉱型構造と呼ばれるものである。結晶は四面体、八面体、十二面体などをなす。

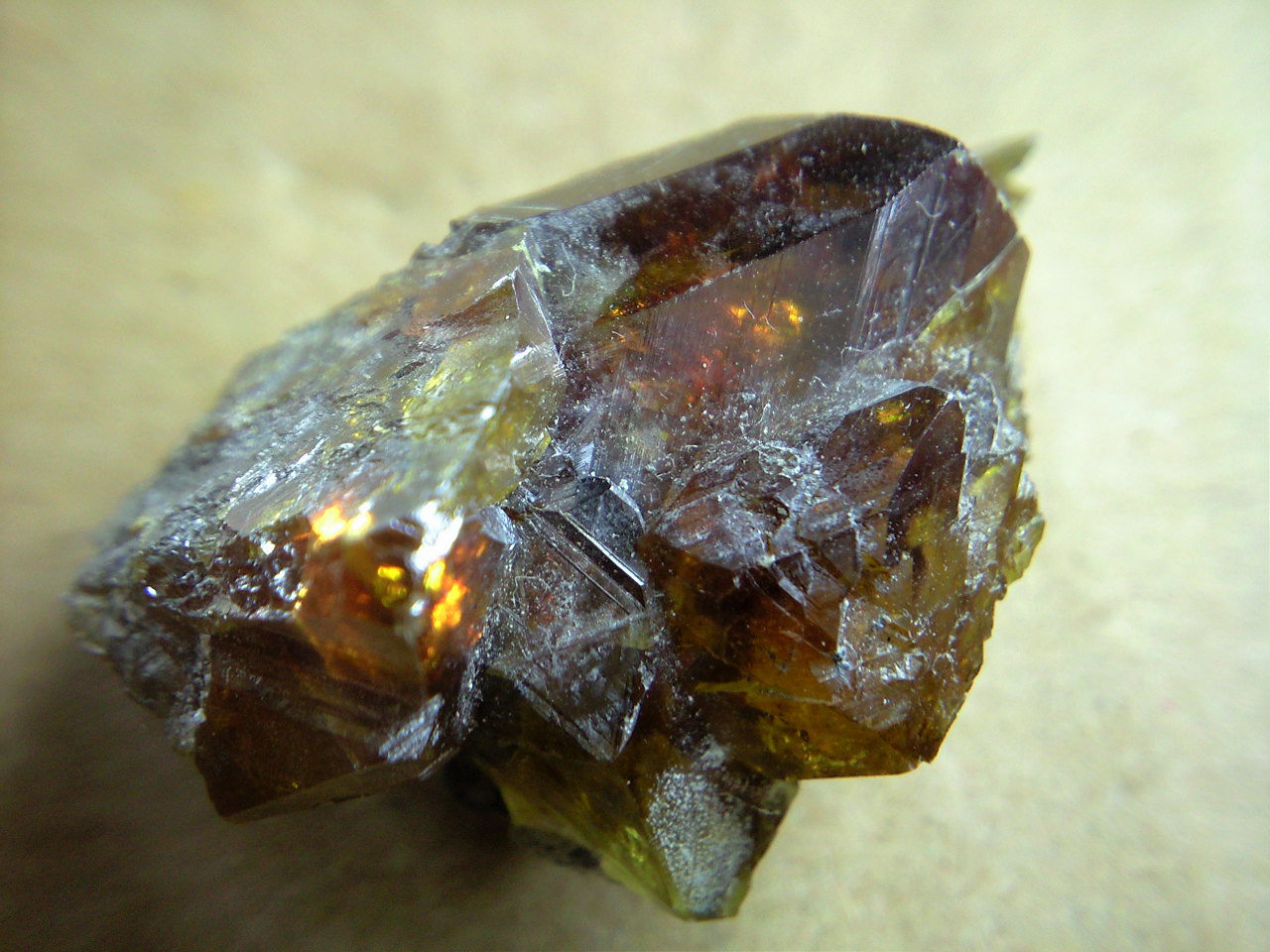
べっ甲亜鉛（新潟県白板鉱山）

## 用途
現在、一部のミシシッピバレー型鉱床などで産する菱亜鉛鉱などを除き、亜鉛鉱石として産出する鉱石鉱物のほとんどを占めている。また副成分として、鉄、マンガンの他、少量のガリウム、カドミウム、インジウム、ゲルマニウム、銀などを常に含み、産地によってはニッケル、コバルトを含むこともある。ガリウム、インジウム、カドミウム、ゲルマニウムはこれらを主成分とする鉱石が無いか、あっても経済的・量的に需要を満たすことが出来ないため、これらは副産物として閃亜鉛鉱から回収される。北海道の豊羽鉱山産閃亜鉛鉱は、インジウム含有量が非常に高いことで有名であり、2006年に閉山するまでは世界一のインジウム生産量を誇っていた。
日本国内でも産出する鉱山は非常に多く、神岡鉱山、豊羽鉱山、小坂鉱山、花岡鉱山などの鉛・亜鉛鉱山で主要鉱石として採掘されていたほか、ほとんど全国各地に極小 - 小規模の閃亜鉛鉱を掘る亜鉛鉱山があった。海外産地はオーストラリア、アメリカなどが主産地。

## 閃亜鉛鉱グループ
- 閃亜鉛鉱 (sphalerite) : ZnS
- 方硫カドミウム鉱 (hawleyite) : CdS
- 黒辰砂 (metacinnabar) : HgS
- シュティレ鉱 (stilleite) : ZnSe
- セレン水銀鉱 (tiemannite) : HgSe
- コロラド鉱 (coloradoite) : HgTe

## ウルツ鉱
閃亜鉛鉱と組成が同じZnSで結晶系が異なる鉱物としてウルツ鉱 (wurtzite) がある。閃亜鉛鉱の等軸晶系に対してウルツ鉱は六方晶系で、繊維状やその集合したぶどう状で産出することが多いため繊維亜鉛鉱とも呼ばれる。しかし、ウルツ鉱も形だけウルツ鉱のままで閃亜鉛鉱に変化していることが多い。
名前はフランスの化学者であるアドルフ・ヴュルツにちなむ。